# Abaria heliantha
Abaria heliantha is een schietmot uit de familie Xiphocentronidae. De soort komt voor in het Oriëntaals gebied.